# Lloyd LT

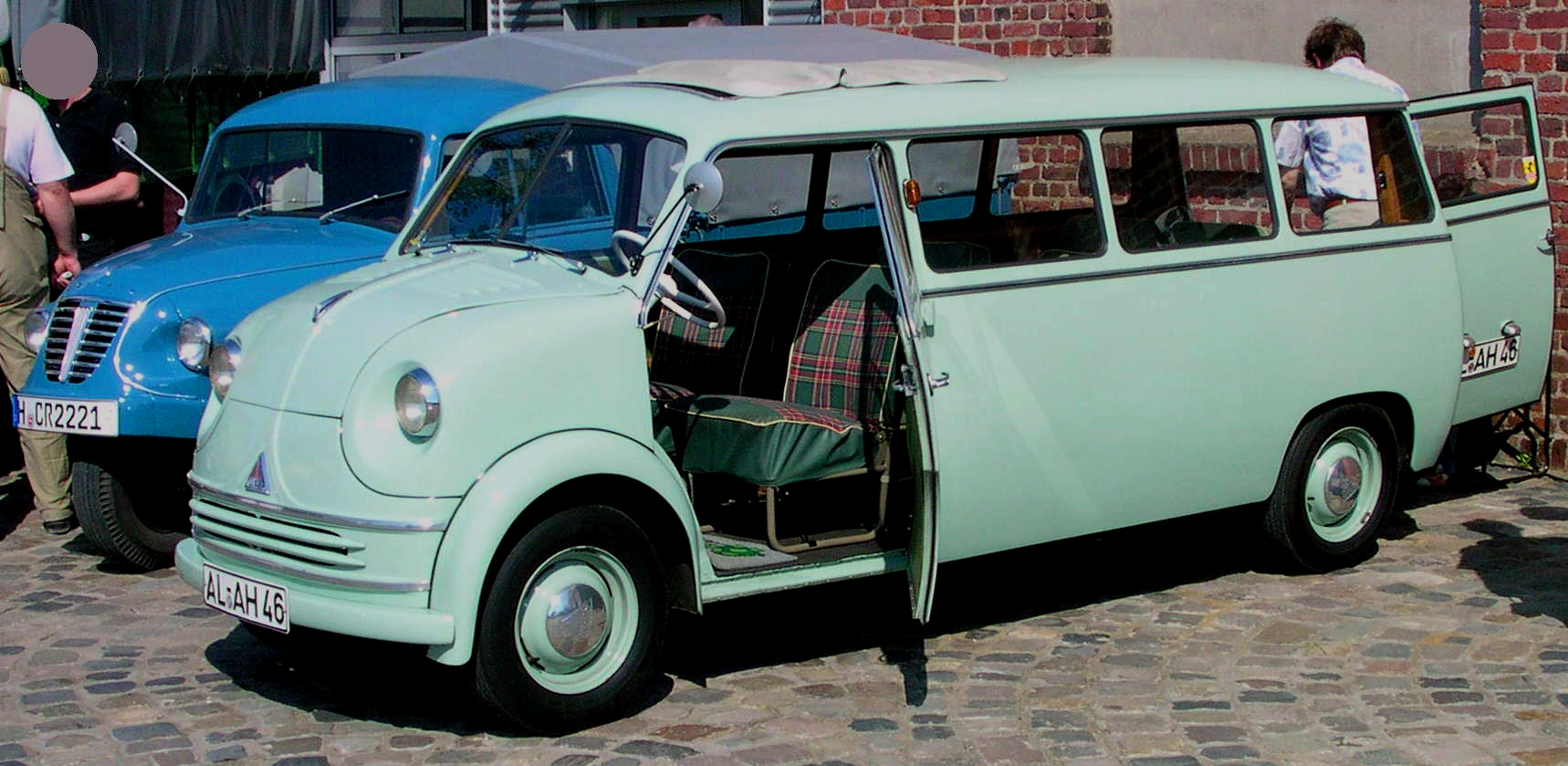
Großraum-Pkw mit langem Radstand

Lloyd LT 500 und Lloyd LT 600 waren Kleintransporter der zur Borgward-Gruppe gehörenden Lloyd Motoren Werke GmbH in Bremen. Sie wurden von November 1952 bis 1961 als Kastenwagen und Großraum-Pkw (Sechssitzer), 1952/53 außerdem als Hochpritschenwagen und ab November 1956 als „Pick-up“ bzw. Tiefpritsche gebaut. In dem Buch Transporter der Wirtschaftswunderzeit wird der Lloyd LT als „Deutschlands Ur-Van“ bezeichnet.

## Motor und Getriebe
Das Fahrzeug hatte Frontantrieb und einen mit Gebläse luftgekühlten Motor. Bis 1955 hieß es Lloyd LT 500 und hatte einen Zweizylinder-Zweitaktmotor mit 386 cm³ Hubraum und einer Leistung von 13 PS (9,6 kW) bei 3750/min, ab September 1955 als Lloyd LT 600 einen Zweizylinder-Viertaktmotor mit 596 cm³ Hubraum und 19 PS (14 kW) bei 4500/min, dessen kettengetriebene obenliegende Nockenwelle die V-förmig gegenüberliegenden Ventile über Kipphebel betätigte. Der Kraftstoffverbrauch wurde mit 5,7 und 6,0 l/100 km angegeben. Der Tank fasste 31 Liter. In einem Test soll der LT 500 als Kastenwagen voll beladen eine Höchstgeschwindigkeit von 60 km/h erreicht haben. Voll beladen war das Fahrzeug mit einem Gewichtsverhältnis von 95 kg pro PS untermotorisiert. Der LT 600 war bis zu 80 km/h schnell (nach anderer Quelle bis zu 85 km/h).
Der Zweizylindermotor (Parallel-Twin) und das Getriebe waren quer nebeneinander vor der Vorderachse eingebaut. Kurbel- und Getriebeeingangswelle lagen in einer Flucht. In der ersten Ausführung hatte der LT ein unsynchronisiertes Schieberadgetriebe mit drei Gängen und Krückstockschaltung unter dem Lenkrad, ab Juli 1957 als das Patent auf Synchronringe vor dem Auslaufen stand, gab es ein vollsynchronisiertes Vierganggetriebe.

## Fahrwerk und Karosserie
Der Lloyd LT hatte einen Zentralrohrrahmen mit Holzfachwerkaufbau. Diese Konstruktion war bis auf den Bug des Wagens mit Sperrholz beplankt; erst ab Mitte 1954 gab es Stahlblechflanken und ab Juli 1957 eine Ganzstahlbeplankung. Die so aufgebaute Karosserie wirkte als Resonanzkörper für die Motorgeräusche. Der Wagen war spartanisch ausgestattet, hatte hinten angeschlagene Türen mit Schiebe- statt Kurbelfenstern. Verbessern ließen sich Be- und Entlüftung ab 1956 mit einem zum Aufpreis von 275 DM lieferbaren Faltschiebedach. Die Heizung war unzureichend. Eine gewisse Wohnlichkeit ging von dem aus Pressholz gefertigten Armaturenbrett mit Holzmaserung, Tacho und großem Ablagefach aus. Von der Leichtigkeit, mit der Sitze des Großraum-Pkw entfernt werden konnten, um ihn in einen Transporter umzuwandeln, sollen Journalisten begeistert gewesen sein.
Der LT-Kastenwagen war 3520 mm lang, 1515 mm breit und 1620 mm hoch; Radstand 2350 mm, Spurweite 1200 mm. Ab November 1956 wurde der LT auch als Langversion mit auf 2850 mm verlängertem Radstand und einer Gesamtlänge des Fahrzeugs von 4050 mm angeboten. In erster Linie für den Export in die USA hatte Lloyd 1959 eine Campingausrüstung entwickelt, die den LT laut Werbung zum Mehrzweckfahrzeug machte: „Werktags wirtschaftliches Nutzfahrzeug, im Urlaub gemütlicher Wohnwagen.“ Geboten wurden ein klappbarer Tisch, ein Schrank und eine Liegefläche für drei Erwachsene.
Die Nutzlast der ersten LT 500 betrug 500 Kilogramm, bei einem Leergewicht von 597 Kilogramm. 540 Kilogramm Nutzlast waren es beim 700 Kilogramm schweren LT-600-Kastenwagen mit verlängertem Radstand.
Wie die Limousine hatte der Lloyd LT Einzelradaufhängung, vorn an zwei übereinanderliegenden Querblattfedern, hinten Pendelachse mit Längsblattfedern. Die Bremsen der ersten Fahrzeuge wurden mechanisch mit Seilzug betätigt, im März 1953 wurde diese Betätigung durch eine hydraulische Bremsanlage von ATE ersetzt.

## Produktionszahlen
Während der gesamten Bauzeit bis zum Konkurs von Borgward im Jahr 1961 wurden 9900 Lloyd LT 500 und 14.768 LT 600 gebaut, überwiegend als Großraum-Pkw. Dank seines günstigen Preises waren die Absatzzahlen in den ersten Jahren verhältnismäßig hoch. 1953 kostete der LT-Kastenwagen 4475 DM, der Sechssitzer 4675 DM; für die Steuer waren 72 DM und für die Versicherung 90 DM im Jahr zu zahlen. Der Goliath GV 800 mit nur wenig höherer Motorleistung kostete als Pritschenwagen 5425 DM und mit Stahlblechkoffer 6425 DM. Trotz des günstigen Preises und trotz behutsamer Modellpflege sanken die Verkaufszahlen 1960 auf 227 Einheiten gegenüber 3200 im Vorjahr.